# Anthophora retusa
Anthophora retusa ist eine Biene aus der Familie der Apidae. Die schwarze Farbform der Weibchen ähnelt den Weibchen von Anthophora plumipes, die helle Farbform und die Männchen sind Anthophora aestivalis ähnlich.

## Merkmale
Die Bienen haben eine Körperlänge von 14 bis 15 Millimeter. Die Weibchen haben Wangen, die so lang sind, wie das dritte Fühlerglied in der Mitte breit ist. Sie treten in zwei Farbformen auf. Bei der einen ist der Körper komplett schwarz behaart, die Schienenbürste (Scopa) ist rötlich. Bei der zweiten Farbvariante ist der Körper überwiegend gelbbraun behaart. Der Rücken des Thorax und die Scheiben der Tergite zwei bis sechs sind schwarz behaart. Am Hinterrand der Tergite befinden sich lockere helle Binden. Die Schienenbürste ist rötlich gelb. Die Männchen haben Ähnlichkeit mit der helleren Farbform der Weibchen, ihnen fehlen jedoch die deutlichen Haarbinden auf den Tergiten und das Gesicht hat eine gelbe Zeichnung. Das Fersenglied (Metatarsus) der mittleren Beine haben lange, schwarze Haarfransen an der Hinterkante, das Krallenglied ist an beiden Seiten mit wenigen schwarzen Haaren versehen. Das siebte Tergit hat eine Pygidialplatte.

## Vorkommen und Lebensweise
Die Art ist in Europa verbreitet. Sie fliegt von Ende März bis Ende Juli. Die Weibchen legen ihre Nester im sandigen oder lösshaltigen Boden an. Pollen wird von verschiedenen Pflanzenfamilien gesammelt. Kuckucksbiene der Art ist Melecta luctuosa.

## Belege
- Felix Amiet, M. Herrmann, A. Müller, R. Neumeyer: Fauna Helvetica 20: Apidae 5. Centre Suisse de Cartographie de la Faune, 2007, ISBN 978-2-88414-032-4.